# Wesley da Silva
Wesley Tanque da Silva (Américo Brasiliense, Brasil; 14 de julio de 1996) es un futbolista brasileño. Juega como delantero y su equipo actual es FC Imabari de la J3 League.

## Trayectoria
Inició su carrera en la temporada 2015-16 con el Oberlausitz Neugersdorf de Alemania, donde jugó 23 partidos y anotó 2 goles en la Regionalliga. En la temporada siguiente, se trasladó al Slovan Liberec de la República Checa, participando en 7 partidos de la Liga Checa y 1 partido de la Copa Checa. En la misma temporada, también jugó con el equipo Sub-21, disputando 20 partidos y anotando 11 goles en la Liga Checa Sub-21.
En la temporada 2016-17, continuó su carrera con el Slovan Liberec, participando en 6 partidos de Liga y 1 partido de Copa. Además, en la Liga Checa Sub-21, jugó 20 partidos y anotó 11 goles. Luego, en la temporada 2017-18, tuvo una participación limitada con el equipo, jugando solo 11 partidos en la Liga. Sin embargo, mantuvo su actividad en la Liga Checa Sub-21, disputando 4 partidos y anotando 1 gol.
En la temporada 2018-19, se trasladó al Hradec Králové, donde jugó 18 partidos en la Druhá liga, anotando 2 goles. También tuvo una breve participación con el equipo Sub-21, jugando 2 partidos en la Liga Checa Sub-21. Posteriormente, en la temporada 2020, jugó con ASA Arapiraquense y Comercial en Brasil, participando en 3 partidos con ASA Arapiraquense en el Campeonato Alagoano, y 19 partidos con Comercial en el Campeonato Paulista A3 donde anotó 10 goles.
Para la temporada 2021, se unió al Atibaia en el Campeonato Paulista A2, disputando 16 partidos. Luego, en la temporada 2021-22, se unió a Luis Ángel Firpo de la Primera División de El Salvador, participando en 21 partidos en el Torneo Apertura y 1 partido en los Play Offs también del Torneo Apertura. Después, se unió al Atlético Palmaflor de la Primera División de Bolivia, donde tuvo una destacada actuación, disputando 38 partidos en el Torneo Apertura y 23 partidos en el Torneo Clausura, anotando un total de 15 goles en la temporada.
En la temporada 2022-23, se unió a Trofense de Portugal, participando en 18 partidos en la Segunda Liga. Luego, se trasladó al Qingdao West Coast en China, donde jugó 16 partidos en la Superliga China. 
En la temporada 2024, regresó a Bolivia al ser fichado por Always Ready.

## Clubes
Actualizado al último partido disputado el 14 de marzo de 2024.
| Club                    | País            | Año           | PJ  | Goles |
| ----------------------- | --------------- | ------------- | --- | ----- |
| Oberlausitz Neugersdorf | Alemania        | 2015-2016     | 23  | 2     |
| Slovan Liberec          | República Checa | 2016-2017     | 18  | 1     |
| FK Varnsdorf            | República Checa | 2017          | 10  | 0     |
| FC Hradec Králové       | República Checa | 2018-2019     | 18  | 2     |
| ASA Arapiraquense       | Brasil          | 2020          | 3   | 0     |
| Comercial               | Brasil          | 2020          | 19  | 10    |
| Atibaia                 | Brasil          | 2021          | 16  | 3     |
| Luis Ángel Firpo        | El Salvador     | 2021          | 21  | 8     |
| Atlético Palmaflor      | Bolivia         | 2022-2023     | 38  | 15    |
| CD Trofense             | Portugal        | 2023          | 18  | 2     |
| Qingdao West Coast      | China           | 2023          | 16  | 2     |
| Always Ready            | Bolivia         | 2024          | 13  | 4     |
| FC Imabari              | Japón           | 2024-presente | 0   | 0     |
| Total                   | Total           | Total         | 213 | 49    |